# Ronnie Biggs
Ronald "Ronnie" Biggs (Londres, Inglaterra, 8 de agosto de 1929-18 de diciembre de 2013) fue un ladrón británico, conocido a nivel mundial por el asalto al tren postal de Glasgow-Londres en el que obtuvo varios millones de libras esterlinas. Por ello fue condenado en 1964 a treinta años de prisión, pero escapó algunos meses después y se mantuvo prófugo hasta 2001.
Biggs se convirtió en un personaje mediático, tras el gran asalto al tren de 1963, su posterior escape de la cárcel y por ser fugitivo durante muchos años. Vivió en Brasil durante 31 años, pero regresó voluntariamente al Reino Unido en 2001. Pasó varios años en prisión, donde su estado de salud se agravó rápidamente. El 6 de agosto de 2009, se anunció que Biggs sería indultado y puesto en libertad de la cárcel por "motivos humanitarios".

## Biografía

### Primeros años
Biggs nació en Lambeth, Inglaterra. En 1947, a los dieciocho años, se unió a la Royal Air Force pero fue despedido en 1949 por deserción. En 1960 se casó con Brent Charmian, con quien tuvo tres hijos (uno fallecido). Antes del atraco de 1963, se había reformado y conseguido un empleo como carpintero.

### Robo al tren
Biggs, junto con otros miembros de una banda, robó 2,6 millones de libras esterlinas de un tren en el famoso Asalto al tren postal de Glasgow-Londres, el 8 de agosto de 1963, casualmente el mismo día de su cumpleaños número 34. Después de ser condenado y encarcelado, se escapó de la prisión HM Wandsworth el 7 de julio de 1965, tras escalar la pared usando una escalera de cuerdas. Huyó a París, donde adquirió nuevos documentos de identidad y se sometió a cirugía plástica.

### Escape

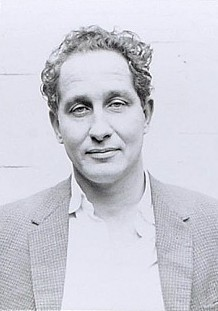
Ronnie Biggs en afiche policial. Circa 1960.

En ese mismo año, Biggs tomó un vuelo BOAC a Sídney, donde vivió durante varios meses antes de trasladarse a Adelaida, en Australia del Sur en 1966. Pronto se reunió con su esposa y sus dos hijos. En 1967, justo después de nacer su tercer hijo, Biggs recibió una carta anónima procedente de Inglaterra, diciéndole que la Interpol, sospechaba que estaba en Australia y que debía irse. En mayo de 1967, la familia se trasladó de  Melbourne a Victoria, donde alquiló una casa en el suburbio de North Blackburn. 
En Melbourne, ejerció varios oficios antes de dedicarse al montaje de escenarios en unos estudios de televisión de esa ciudad. En octubre de 1969, un informe periodístico realizado por un corresponsal de Reuters, afirmó que Biggs vivía en Melbourne, y que la policía lo tenía cercado. La historia presidió en todos los noticiarios de North Blackburn, por lo que inmediatamente Biggs abandonó su casa para permanecer con amigos de la familia, en las afueras de los suburbios orientales de Melbourne. Cinco meses después, tomó un pasaje en un barco de pasajeros usando el pasaporte de uno de sus amigos y dejó a su familia en Australia. Veinte días más tarde, el barco arribó a Panamá. Biggs desembarca y después de dos semanas voló a Brasil.
En 1974, el reportero del Daily Express, Colin MacKenzie, recibió información sugiriendo que Biggs se había ido a Río de Janeiro junto con su familia, y un equipo compuesto por MacKenzie, el fotógrafo Bill Lovelace y el reportero Michael O'Flaherty confirmó esto y dieron la primicia. Los detectives de Scotland Yard llegaron poco después, pero Biggs no podía ser extraditado porque el Reino Unido no se beneficiaba de reciprocidad de la extradición a Brasil, una condición para el proceso brasileño de extradición. Como resultado, Biggs fue capaz de vivir abiertamente en Brasil, completamente intocable por las autoridades británicas. Mientras su condición como un felón, impide a Biggs encontrar trabajo, no había nada que evitase que se beneficiase de la mala suerte de Scotland Yard. Como resultado empezaron a aparecer en destinos turísticos a lo largo de Río, tazas de café y camisetas con el nombre de "Ronnie Biggs". Pasó las siguientes tres décadas como un fugitivo y se convirtió en una celebridad, a pesar de haber sido una cifra bastante menor en el robo real.

### Vida de celebridad
Supuestamente, Biggs regresó a Inglaterra varias veces disfrazado, durante la realización de un documental sobre el gran robo de tren. También grabó voz en dos canciones para el álbum The Great Rock 'n' Roll Swindle, película de Julien Temple acerca de los Sex Pistols. Las pistas básicas de «No One Is Innocent» y  «Belsen was a gas», se registraron con el guitarrista Steve Jones y el baterista Paul Cook, en un estudio en Brasil poco después de la última actuación de los Sex Pistols, con arreglos agregados en un estudio inglés en una fecha posterior. «No one is innocent», fue lanzado como un sencillo en el Reino Unido y alcanzó el n.º 6 en las UK Singles Chart. La carátula muestra a un actor británico disfrazado del líder nazi Martin Bormann, tocando el bajo con el grupo.
En 1981, Biggs fue secuestrado y llevado a Barbados. Los secuestradores tenían la esperanza de reunir una recompensa de la policía británica, pero Barbados no tenía ningún tratado de extradición con el Reino Unido y Biggs fue enviado a Brasil.
Tras el intento de extradición, Biggs colaboró con Bruce Henry (un contrabajista estadounidense), Jaime Shields y Aureo de Souza a registro Mailbag Blues, una narración musical de su vida que él pretende utilizar como una banda sonora de película. Este álbum fue lanzado de nuevo en 2004 por whatmusic.com. También produjo entre 1992 a 1993, los grupos de punk Die Toten Hosen (Alemania) y Pilsen (Argentina).

### Retorno al Reino Unido
En 2001, Biggs anunció que estaría dispuesto a regresar a Gran Bretaña. Biggs era consciente de que sería detenido a su llegada a Inglaterra y regresó voluntariamente el 7 de mayo de ese mismo año y fue inmediatamente arrestado. Su viaje a Inglaterra en un avión privado fue pagado por The Sun, que al parecer había pagado a Michael Biggs 20 000 libras además de otros gastos a cambio de los derechos exclusivos sobre la noticia.  Ronald Biggs dejó 28 años de su sentencia para servir. Desde su regreso tuvo algunos problemas de salud, incluyendo dos ataques al corazón. Su hijo dijo en un comunicado de prensa que contrariamente a lo que alguna prensa informa, Biggs no ha regresado a Gran Bretaña simplemente para recibir atención sanitaria. Biggs ha declarado que su deseo fue «entrar en un pub de Margate como un inglés y comprar una pinta de cerveza Bitter».
El 14 de noviembre de 2001, Biggs pidió la libertad al alcaide de la cárcel de Belmarsh por motivos compasivos basados en su mala salud. Había sido tratado cuatro veces en el Hospital Queen Elizabeth en Woolwich en menos de seis meses. La solicitud fue denegada. El 10 de agosto de 2005, se informó de que Biggs había contraído la MRSA. Sus representantes, buscando su liberación por razones de compasión, señalaban que la muerte de su cliente era inminente. El 26 de octubre de 2005, el principal secretario Charles Clarke disminuyó su apelación declarando que su enfermedad no era terminal.

## Últimos años
En 4 de julio de 2007, Biggs se trasladó de la cárcel de Belmarsh a la prisión de Norwich por motivos compasivos. En diciembre de 2007, Biggs hizo un llamamiento más, desde la cárcel de Norwich, pidió que se liberase de la cárcel para morir con su familia: "soy un hombre de edad y a menudo me pregunto si merezco realmente la magnitud de mi castigo. Lo he aceptado y sólo quiero libertad para morir con mi familia y no en la cárcel. Espero que el señor Straw decida permitirme hacer eso. He estado en la cárcel durante mucho tiempo y quiero morir como un hombre libre. Lo siento por lo que sucedió. No ha sido un paseo fácil estos años. Incluso en Brasil estaba preso de mis propias decisiones."
En enero de 2009, después de una serie de los trazos que se decía que han representado, no se puede hablar ni caminar, se afirmó en la prensa que Biggs era que se publicará en agosto de 2009 y moriría un "hombre libre". Su hijo Michael Biggs también ha afirmado que la Junta de libertad condicional podría llevar adelante la fecha de lanzamiento para julio de 2009. El 13 de febrero de 2009, se informó de que Biggs se han adoptado al hospital desde su celda en la prisión de Norwich. Esto fue confirmado el día siguiente por su hijo Michael, quien que dijo Biggs tenía neumonía grave pero estaba estable.
El 23 de abril se afirmó que la Junta de libertad condicional había recomendado que Biggs fuese liberado el 4 de julio, tras haber cumplido sólo una tercera parte de su sentencia de 30 años. Sin embargo, el 1 de julio, Jack Straw no aceptó la recomendación de la Junta de Libertad Condicional y se negó a la libertad condicional, diciendo que era 'totalmente impertinentes' Biggs el 28 de julio de 2009, fue readmitidos a Norfolk y Norwich University Hospital con neumonía. Había sido admitido en el mismo hospital, un mes antes con una infección de pecho y una cadera fracturada pero regresó a la cárcel el 17 de julio de 2009. Su hijo Michael Biggs dijo, en otro de sus frecuentes comunicados de prensa: "es lo peor que nunca ha tenido. Los médicos sólo me han dicho a correr allí."
El 30 de julio de 2009, se pretendía por representantes de Biggs que se había dado 'permisos' para impugnar la decisión de él se niegan libertad condicional. Sin embargo, el Ministerio del interior afirmó sólo que una aplicación para la liberación temprana por motivos compasivos de un prisionero en Norwich HPM se había recibida por la sección de bastidor de protección pública en el servicio nacional de delincuentes de administración. El 6 de agosto de 2009, se anunció que Biggs se liberaría de custodia el 7 de agosto, dos días antes de su cumpleaños, por 'motivos compasivos'.
Falleció el 18 de diciembre de 2013 a los 84 años de edad debido a una apoplejía.